# Moya (distrito)
Moya é um distrito do Peru, departamento de Huancavelica, localizada na província de Huancavelica.

## Transporte
O distrito de Moya é servido pela seguinte rodovia:
- HV-110, que liga a cidade  de Ñahuimpuquio ao distrito de Vilca
- HV-125, que liga a cidade ao distrito de Huando [1][2][3]